# Carcass
Carcass (1985-1995 en 2007-heden) is een Engelse metalband en wordt beschouwd als trendsettend en pionierend in de metalgenres grindcore, goregrind, deathmetal en melodieuze deathmetal.

## Geschiedenis
De Britse groep Carcass (Liverpool) werd opgericht in 1985. In 1987 werd de eerste officiële demo uitgebracht onder de naam “Flesh Ripping Sonic Torment”. Op deze demo had Carcass nog een aparte zanger, genaamd ‘Sanjiv’.
Na zijn vertrek werd Carcass een tijd inactief. Gitarist Bill Steer werd tevens lid van Napalm Death en later in 1987 werd Carcass voortgezet als trio waarbij alle leden besloten de vocalen te verdelen. Het trio nam in 1988 het debuutalbum ‘Reek Of Putrefaction’ (Earache Records) op. Het album bevatte 22 grindcore nummers (gemiddelde lengte van ± 1:50 minuten per nummer) met praktisch onvertaalbaar medische horror teksten en vertoonde overeenkomsten met de teksten en muziek van onder andere inspiratiebron Repulsion en Steers tweede band Napalm Death. Het album bleek trendsettend in het grindcore genre.
Tegen het einde van 1988 nam de band een nieuwe demo op en verrichtte een sessie voor radiofenomeen John Peel, welke werd uitgezonden in januari 1989. In juli/augustus van dat jaar zag het tweede album, ‘Symphonies Of Sickness’, het levenslicht. Het album had nog wel de intensiteit en smerigheid van het debuut en hoewel de basis vooralsnog tot de grindcore gerekend kon worden, was op de 10 nummers (met ditmaal een gemiddelde lengte van 4,5 minuten) de deathmetal al duidelijk aanwezig.
Tijdens de tweede tournee die de band deed eind 1990 ter promotie van ‘Symphonies of Sickness’ trad ex-Carnage gitarist Michael Amott tot de groep toe. Het viertal bracht in 1991 het deathmetal meesterwerk “Necroticism - Descanting the Insalubrious” uit. Het album zette in grote lijnen de stijl van haar voortganger voort doch ditmaal was het songmateriaal catchier en tot de grindcore kon het niet meer worden gerekend. De kwaliteit van de productie van Colin Richardson ontsteeg die van vele generatiegenoten, waardoor Carcass nu ook in de 'mainstream' metalwereld naam voor zichzelf begon te maken. Opvallend op het album was de weinige zang die gitarist Steer ditmaal voor zijn rekening nam. Bassist Walker ontpopte zich steeds meer als leadzanger en frontman.
Een succesvolle tournee (Gods Of Grind) volgde in 1992 met labelgenoten Entombed, Cathedral en Confessor. De "Tools Of The Trade"-ep verscheen en het succes kwam de band aangewaaid. Het succes werd onderstreept toen in oktober 1993 het vierde album ’Heartwork’ het levenslicht zag. Op dit album waren de grindcore invloeden uit het verleden van de band definitief naar de achtergrond verdwenen, beperkte Steer zich tot gitaarspelen en waren de teksten ditmaal in leesbaar Engels geschreven. Het album wordt gerekend tot een topalbum in het melodic deathmetal genre en wordt ook genoemd in het Technical deathmetal genre. Nummers als ‘Heartwork’, ‘This Mortal Coil’ and ‘Death Certificate’ zijn nog immer parels in de Carcass schatkist.
Gitarist Amott verliet de band en werd voor de tournee die volgde tijdelijk vervangen door Mike Hickey (ex-Venom) en met nieuwe gitarist Carlo Regadas werd in 1995 het album ‘Swansong’ opgenomen. Wegens allerlei perikelen tussen band en label zag het album pas in 1996 het levenslicht nàdat de band inmiddels was opgehouden te bestaan. ‘Swansong’ is het enige Carcass album dat géén cult-status heeft bereikt onder fans en media nóch invloedrijk is gebleken vanwege het hoge mainstream gehalte van de composities.
Er verschijnt in 1996 nog een compilatie ("Wake up and smell the carcass") en in 2004 een "Best Of...", genaamd "Choice Cuts". Beiden bevatten tevens obscuur materiaal.
Carcass heeft in de zomer van 2008 een reünie gehouden op het legendarische Wacken Open Air festival. De bezetting bestond uit Walker, Steer, Ammot en Daniel Erlandsson (Arch Enemy).
Na 17 jaar brengt Carcass weer een studioalbum uit, verwacht in september 2013. De naam van het album is Surgical Steel. Trailers van het album zijn al via social media te zien.

## Bezetting

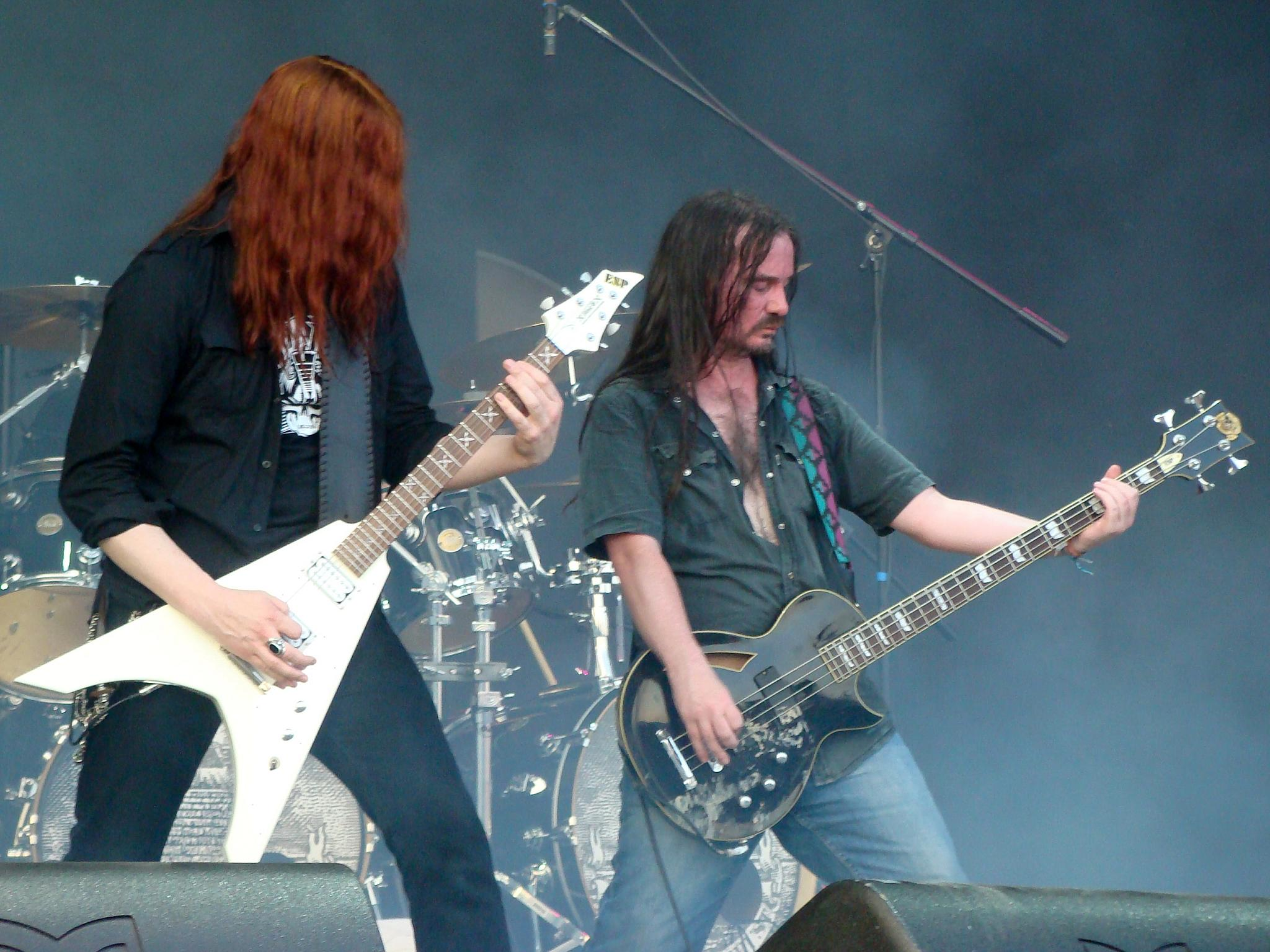
Carcass op het Gods of Metal festival in Bologna

### Huidige bandleden
- Bill Steer - gitaar
- Jeff Walker - zang en basgitaar
- Daniel Wilding - drums
- Tom Draper - gitaar

### Oud bandleden
- Ken Owen - drums
- Daniel Erlandsson - drums
- Michael Amott - gitaar
- Carlo Regadas - gitaar
- Ben Ash - gitaar

## Discografie
- Reek of Putrefaction - 1988
- Peel Sessions EP - 1989
- Symphonies of Sickness - 1989
- Necroticism - Descanting the Insalubrious - 1991
- Tools of the Trade EP - 1992
- The Heartwork EP - 1993
- Heartwork - 1993
- Swansong - 1995
- Wake Up and Smell the Carcass - 1996
- Choice Cuts – 2004
- Surgical Steel - 2013
- Surgical Remission/Surplus Steel EP - 2014
- Torn Arteries - 2020

## Dvd
- Wake Up and Smell the Carcass Live DVD - 2001